# Малиновка (Нікольське сільське поселення)
Мали́новка (рос. Малиновка) — присілок у складі Нікольського району Вологодської області, Росія. Входить до складу Нікольського сільського поселення.

## Населення
Населення — 2 особи (2010; 11 у 2002).
Національний склад (станом на 2002 рік):
- росіяни — 100 %